# 五十田博
五十田 博（いそだ ひろし、1965年 - ）は、日本の建築学者。京都大学生存圏研究所教授。

## 人物・経歴
新潟県生まれ。新潟県立新津高等学校を経て、1988年新潟大学工学部建築学科卒業。1990年東京大学大学院工学系研究科建築学専攻修士課程修了、工学修士。1992年東京大学大学院工学系研究科建築学専攻第1種博士課程退学、信州大学工学部社会開発工学科助手。
1997年建設省建築研究所第三研究部研究員。1998年建設省建築研究所第三研究部主任研究員。
2004年信州大学工学部建築学科准教授。2011年信州大学工学部建築学科教授。
2013年京都大学生存圏研究所教授。
2018年日本学術会議農学委員会林学分科会特任連携会員、防災科学技術研究所実大三次元震動破壊実験施設利用委員会委員、建築研究所長期優良住宅リフォーム推進事業評価専門委員会委員、京都府教育委員会京都府文化財建造物修理専門委員会委員、日本建築防災協会木造住宅耐震診断プログラム評価委員会委員長。2019年国土交通省国土技術政策総合研究所総合技術開発プロジェクト 新しい木質材料を活用した混構造建築物の設計・施工技術の開発委員会委員、文部科学省学校施設の耐震化に係る技術的事項に関する協力者会議委員。

## 受賞歴
- 2011年 日本建築学会賞（論文）[4]
- 2012年 米国土木学会 The Raymond C Reese Research Prize[4]
- 2015年 地球温暖化防止活動環境大臣表彰[4]
- 2019年 科学技術分野の文部科学大臣表彰理解増進部門[4]
- 2019年 木質材料・木質構造技術研究基金第一部門賞（杉山英男賞）[3]
- 2020年 日本建築協会建築と社会賞[4]